# WWF SmackDown! 2: Know Your Role
WWF SmackDown! 2: Know Your Role, noto in Giappone come Exciting Pro Wrestling 2, è un videogioco di wrestling del 2000, sviluppato da Yuke's e pubblicato da THQ su licenza della World Wrestling Federation in esclusiva per PlayStation.

## Roster
| Uomini             | Donne             |
| ------------------ | ----------------- |
| Albert             | Chyna             |
| Al Snow            | Debra             |
| Big Boss Man       | Ivory             |
| Billy Gunn         | Jaqueline         |
| Bradshaw           | The Kat           |
| Bubba Ray Dudley   | Lita              |
| Bull Buchanan      | Stephanie McMahon |
| Cactus Jack        | Tori              |
| Chris Benoit       | Trish Stratus     |
| Chris Jericho      |                   |
| Christian          |                   |
| Crash              |                   |
| Dean Malenko       |                   |
| D'Lo Brown         |                   |
| D-Von Dudley       |                   |
| Eddie Guerrero     |                   |
| Edge               |                   |
| Essa Ríos          |                   |
| Faarooq            |                   |
| Funaki             |                   |
| Gangrel            |                   |
| Gerald Brisco      |                   |
| The Godfather      |                   |
| Grand Master Sexay |                   |
| Hardcore Holly     |                   |
| Jeff Hardy         |                   |
| Joey Abs           |                   |
| Kane               |                   |
| Ken Shamrock       |                   |
| Kurt Angle         |                   |
| Mankind            |                   |
| Mark Henry         |                   |
| Matt Hardy         |                   |
| Michael Cole       |                   |
| Mick Foley         |                   |
| Pat Patterson      |                   |
| Paul Bearer        |                   |
| Perry Saturn       |                   |
| Pete Gas           |                   |
| Rikishi            |                   |
| Road Dogg          |                   |
| The Rock           |                   |
| Rodney Mack        |                   |
| Scotty 2 Hotty     |                   |
| Shane McMahon      |                   |
| Shawn Michaels     |                   |
| Steve Blackman     |                   |
| Steven Richards    |                   |
| Steve Austin       |                   |
| Taka Michinoku     |                   |
| Tazz               |                   |
| Test               |                   |
| Triple H           |                   |
| The Undertaker     |                   |
| Val Venis          |                   |
| Vince McMahon      |                   |
| Viscera            |                   |
| X-Pac              |                   |

### Tag team e stable
- Crash & Hardcore Holly
- D-Generation X
- The Dudley Boyz
- Edge e Christian
- The Hardy Boyz
- The Mean Street Posse
- The New Age Outlaws
- Too Cool